# Selkirk (Manitoba)
Selkirk ist eine Kleinstadt im Süden der kanadischen Prärieprovinz Manitoba.
Die Stadt befindet sich ca. 34 km nördlich der Provinz-Hauptstadt Winnipeg, wird vom Red River durchquert und liegt in der Nähe des Lake Winnipeg, einem der größten Seen Nordamerikas.
Die Stadt erhielt ihren Namen zu Ehren von Thomas Douglas, 5. Earl of Selkirk, der 1812 mit der Red-River-Kolonie ein Siedlungsprojekt im heutigen Manitoba initiierte.
Selkirk war im April 2007 – neben der Hauptstadt Winnipeg – Austragungsort von drei Spielen der Eishockey-Weltmeisterschaft der Frauen.

## Geschichte

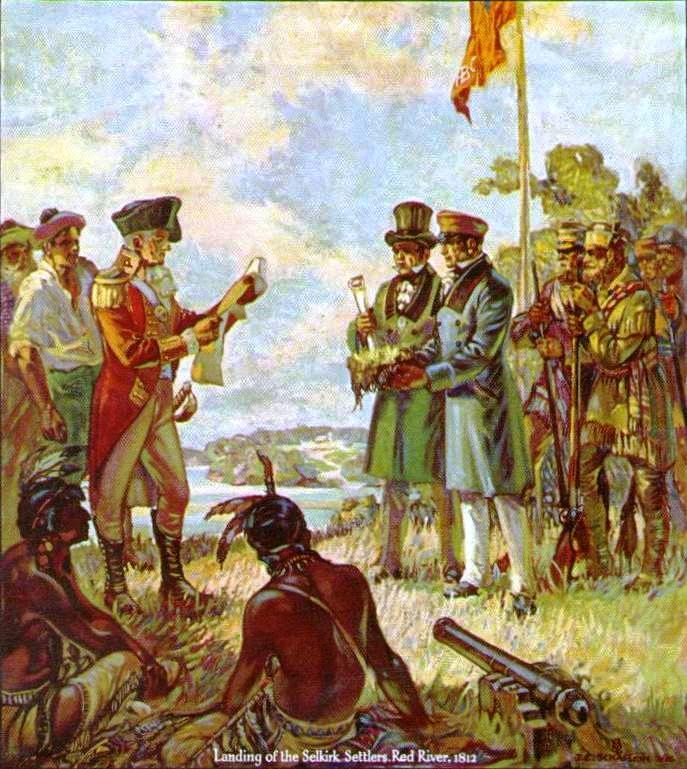
Landung der Selkirk-Siedler, Red River, 1812

Die heutige Stadt liegt in der Nähe des Zentrums des 160.000 Quadratmeilen großen Gebiets, das der Earl of Selkirk von der Hudson’s Bay Company kaufte. Die ersten Siedler der Red River Colony kamen 1813 an. Obwohl die Siedler einen Vertrag mit den Saulteaux-Indianern der Gegend aushandelten, führte die kommerzielle Rivalität zwischen der Hudson’s Bay Company und der North West Company zu heftigen Auseinandersetzungen zwischen den Siedlern und die Handelsunternehmen. In Anerkennung der Bedeutung des Earls, Siedler in die Region zu bringen, wurde die Stadt Selkirk genannt und 1882 eingemeindet.
Das Selkirk Post Office war das erste öffentliche Gebäude der Stadt, das zwischen 1907 und 1909 erbaut wurde. Das Gebäude beherbergte nicht nur das Postamt im Erdgeschoss, sondern auch das Fischereiamt und die indische Agentur im Obergeschoss sowie das Zollamt auf der unteren Ebene. Das Architekturbüro, das mit dem Entwurf des Gebäudes beauftragt wurde, war James Chisholm and Son, eines der ersten Architekturbüros in Winnipeg.
1911 sollte eine Hebebrücke gebaut werden, um Selkirk und East Selkirk über den Red River zu verbinden. Erst während der Wirtschaftskrise in den 1930er Jahren nahm die Brücke  Gestalt an, nachdem sich Bund, Provinzen und Gemeinden auf eine Kostenbeteiligung geeinigt hatten. Die Eröffnung der Brücke verzögerte sich um mehrere Jahre, während sich die Regierungen um die Finanzierung der Instandhaltungskosten stritten. Im Frühjahr 1937 war die Brücke noch nicht geöffnet und der Fluss war nicht mehr zu überqueren. Inzwischen hatten die Regierungen eine Einigung erzielt und eine offizielle Eröffnung der Brücke geplant. Ed Maloney, ein Anwohner, nahm die Sache selbst in die Hand und ermöglichte mit der Handkurbel die Überfahrt. Die Brücke war an diesem Tag voll im Einsatz, wurde aber von der Regierung bis zur offiziellen Eröffnung nur zwei Tage später umgehend geschlossen.

## Persönlichkeiten
- Robert Atkinson Davis (1841–1903), Politiker und Unternehmer
- Rich Chernomaz (* 1963), Eishockeyspieler und -trainer
- Sherisse Laurence, Sängerin und Fernsehmoderatorin
- Alfie Michaud (* 1976), Eishockeytorwart
- Andrew Murray (* 1981), Eishockeyspieler
- Harry Oliver (1898–1985), Eishockeyspieler
- Joe Simpson (1893–1973), Eishockeyspieler und -trainer
- Jimmy Skinner (1917–2007), Eishockeyspieler und -trainer
- Neil Wilkinson (* 1967), Eishockeyspieler